# Hans-Hinrich Jenssen

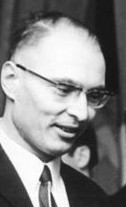
Hans-Hinrich Jenssen (1970)

Hans-Hinrich Jenssen (* 11. November 1927 in Greifswald; † 10. Februar 2003 in Berlin) war ein evangelischer Theologe,  Verfechter der Liberalen Theologie, Theologieprofessor und Autor.

## Leben und Wirken
Jenssen wurde als Sohn des Theologieprofessors Ernst Jenssen geboren. Schon in seinem Elternhaus in Greifswald wurde er im Sinne der liberalen Theologie erzogen und von der Idee eines freien Christentums, d. h. dem Wunsch nach mehr Unabhängigkeit gegenüber kirchlichen Traditionen und Dogmen, positiv beeinflusst.
Er studierte Theologie an der Universität Greifswald. 1946 trat er in die CDU ein und war in den Nachkriegsjahren auch Mitglied der FDJ. 1952 wurde er Vikar in Ahlbeck.

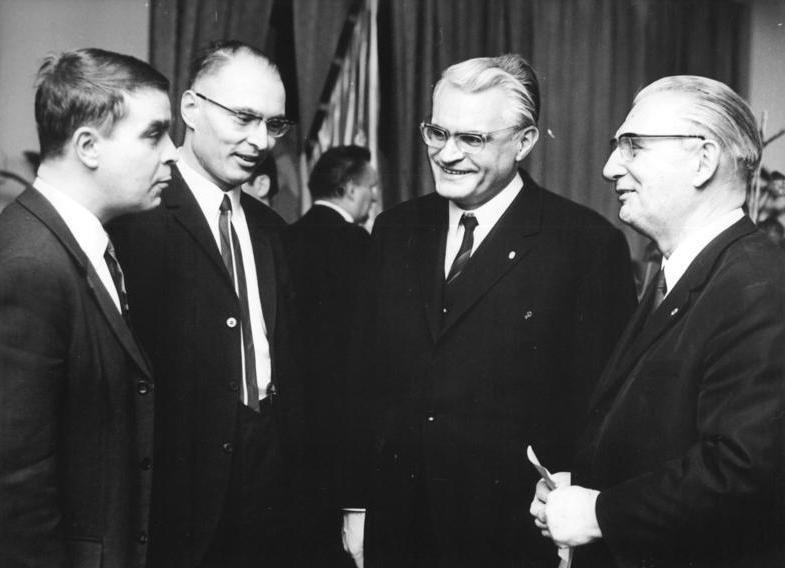
Jenssen (2. v. l.) 1970 während einer Tagung des Präsidiums des Hauptvorstandes der DDR-CDU mit dem Parteivorsitzenden Gerald Götting (3. v. l.) und dem Staatssekretär Hans Seigewasser (4. v. l.)

Mit den theologischen und philosophischen Gedanken von Albert Schweitzer und Ulrich Neuenschwander setzte er sich eingehend auseinander. Er vertrat besonders die Auffassung Neuenschwanders über die Schöpfermacht Gottes und die Unerklärlichkeit seines Wirkens in der Welt. Zeit seines Lebens beteiligte er sich am Dialog zwischen Theologie und Naturwissenschaft, um christlichen Glauben mit wissenschaftlicher Erkenntnis in Einklang zu bringen. Viele der von ihm veröffentlichten Schriften befassen sich mit dieser Thematik.
Jenssen wurde 1955 an der Humboldt-Universität zum Doktor der Theologie promoviert. Sein erstes Buch, Der historische Jesus, schrieb er im Jahre 1957.
In den folgenden Jahren zwischen 1956 und 1960 war Jenssen Dorfpfarrer in Spantekow (Kreis Anklam) und Vorsitzender des örtlichen CDU-Verbands.
Anschließend lehrte er über 30 Jahre an der Humboldt-Universität in Berlin Praktische Theologie bzw. das Fach Homiletik (Predigtlehre), bis er im Jahre 1993 emeritiert wurde. Im Jahr 1984 entstand das Buch Naturerkenntnis und 1985 das Werk Ja zum modernen Weltbild.
Während seiner Zeit als Theologieprofessor war Jenssen von 1986 bis 1991 Ephorus des evangelisch-theologischen Konvikts Johanneum in Berlin (Stadtteil Mitte); einem Studentenwohnheim, vornehmlich für Theologiestudenten der Humboldt-Universität. Er war Mitglied im Nationalrat der Nationalen Front.
Zu seinem Wirken in der DDR-CDU als Blockpartei erklärte er im Dezember 1989 an einem Beispiel: „Wir waren zu leisetreterisch, aber doch nicht primär aus Feigheit, sondern um des politischen Erfolges willen!“ Und er führte als Rechtfertigung im Einzelnen aus: „... jedenfalls haben (wir) es für richtig gehalten, vieles, was wir nicht ändern konnten, hinzunehmen, um uns ... Räume einer gewissen, sicher z. T. geringen politischen Mitgestaltung zu eröffnen“.
Zwei Jahre nach seiner Emeritierung wurde er Präsident des Bundes für Freies Christentum und publizierte mehrere Beihefte der Reihe Forum Freies Christentum, für die Zeitschrift Freies Christentum, zu verschiedenen theologischen Grundthemen. In diesem Amt blieb er bis zum 12. Oktober 2002, als er seine Laufbahn mit einem Vortrag über die Synthese zwischen wissenschaftlichen Erkenntnissen und dem christlichen Glauben beendete.
Wenige Monate später verstarb Hans-Hinrich Jenssen am 10. Februar 2003 im Alter von 75 Jahren. Er war verheiratet und hinterließ zwei Söhne und eine Tochter.

## Werke
- Der historische Jesus. 1957
- Handbuch der Praktischen Theologie. 1975–1978, 3 Bde. (Hrsg.)
- Theologisches Lexikon. 1978, in Zusammenarbeit mit Herbert Trebs hrsg.
- Naturerkenntnis. 1984
- Ja zum modernen Weltbild. 1985
- Naturerkenntnis. Sünde oder Gottesauftrag? Die Erkennbarkeit der Natur als Bestätigung des Schöpfungsglaubens. 1987, (korr. Auflage v. 1984)
- Ja zum modernen Weltbild. Naturerkenntnisse im Lichte des Glaubens. (korr. Auflage v. 1985)
- 1998 Offenes Christentum – Ein Lesebuch. 1987, Lesebuch (Hrsg.)
- publizierte Beihefte (Forum Freies Christentum) für die Zeitschrift Freies Christentum:

1. Nr. 22: Gedanken zur Predigt über Schicksal, Vorsehung und Bittgebet im Hinblick auf den Dialog zwischen Theologie und Naturwissenschaft. Oktober 1991
2. Nr. 38: Schöpfung durch Entwicklung. Darwinismus und christlicher Glaube. – Die Predigt des Wassers. April 1997
3. Nr. 44: Ist mit dem Tode wirklich „Alles aus“? Gedanken zur Seelenfrage. März 2002
4. Nr. 45: „Himmel, Erde, Luft und Meer zeugen von des Schöpfers Ehr’…“ Grundfragen der Schöpfungstheologie vor der modernen Naturwissenschaft, Januar 2003